# Réserve de biosphère de l'arganeraie
La réserve de biosphère de l'arganeraie (RBA) est située au sud-ouest du Maroc, à 80 % dans la région de Souss-Massa,. Elle a été créée le 8 décembre 1998 pour obtenir le statut de réserve de biosphère du programme Man and Biosphere (MAB) de l'UNESCO. L'arganeraie couvre une superficie totale de 25 687,80 km2.
La zone cœur de la réserve de biosphère est en partie constituée du parc national de Souss Massa.

## Ses objectifs
Les principaux objectifs de la création de cette réserve sont :
1. préserver des ressources biologique de valeurs paysagères et culturelles ;
2. maintenir l’équilibre des écosystèmes ;
3. contribuer au développement local et régional.